# Юлдуз (Чистопольский район)
Юлду́з (тат. Йолдыз) — посёлок в Чистопольском районе Республики Татарстан Российской Федерации. Является административным центром Булдырского сельского поселения.

## География
Посёлок находится в 3 километрах восточнее города Чистополь на берегу реки Ерыкла.

## История
Основан в 1925 году.
В 2001 году постановлением Правительства РФ Центральная усадьба совхоза «Юлдуз» переименована в посёлок Юлдуз.

## Население
| 1970 | 1989 | 2002  | 2010  |
| ---- | ---- | ----- | ----- |
| 426  | ↗698 | ↗1046 | ↗1450 |

## Современное положение
В посёлке расположена Юлдузская средняя школа, детский сад, фельдшерско-акушерский пункт, дом культуры и библиотека.